# Serél
Serél (románul: Șerel) falu Romániában, Erdélyben, Hunyad megyében.

## Fekvése
A Hátszegi-medence peremén, Hátszegtől délkeletre, a Sztrigy bal oldali mellékvize mentén, a Retyezát-hegység északi lábánál fekszik.

## Története
Első említésekor, 1453-ban (Syerel) a rusori kenézek falvának mondják. Görögkatolikus iskoláját 1856-ban alapították.
1850-ben 606 lakosából 568 volt román, 20 magyar és 18 cigány nemzetiségű; 587 görögkatolikus és 17 református vallású.
2002-ben 550 lakosából 544 volt román és 6 ukrán nemzetiségű; 484 ortodox és 38 baptista vallású.

## Híres emberek
- Itt született 1918-ban Liviu Comes zeneszerző.